# Occultocythereis
Occultocythereis is een geslacht van kreeftachtigen uit de klasse van de Ostracoda (mosselkreeftjes).

## Soorten
- Occultocythereis africana Ahmad, Neale & Siddiqui, 1991 †
- Occultocythereis angusta Bold, 1963
- Occultocythereis arabica Al-furaih, 1980 †
- Occultocythereis babylonia Al-sheikhly, 1982 †
- Occultocythereis boldi Guha, 1967 †
- Occultocythereis caesaris Malz, 1981 †
- Occultocythereis costalis Haskins, 1972 †
- Occultocythereis deformis (Brady, 1911) Triebel, 1961
- Occultocythereis delumbata Howe, 1951 †
- Occultocythereis dohrni Puri, 1963
- Occultocythereis dorsotuberculata (Colin, 1973) Damotte, 1978 †
- Occultocythereis droogeri Van Hinte, 1964 †
- Occultocythereis elongata Bhalla, 1979 †
- Occultocythereis fordus Al-sheikhly, 1982 †
- Occultocythereis formosa (Szczechura, 1965) Nikolaeva, 1978 †
- Occultocythereis gioargaezi Carreno & Cronin, 1993 †
- Occultocythereis gradata Pietrzeniuk, 1969 †
- Occultocythereis guinesensis (Bold, 1946) Morkhoven, 1963 †
- Occultocythereis harthaensis Al-sheikhly, 1982 †
- Occultocythereis hatraensis Al-sheikhly, 1982 †
- Occultocythereis indistincta Siddiqui, 1971 †
- Occultocythereis insolita Triebel, 1961
- Occultocythereis interrupta Siddiqui, 1971 †
- Occultocythereis ishtaria Al-sheikhly, 1982 †
- Occultocythereis kempi (Howe & Law, 1936) Howe, 1951 †
- Occultocythereis keralaensis Khosla & Nagori, 1989 †
- Occultocythereis khoslai Guha, 1974 †
- Occultocythereis lineata (Mueller, 1894) Ruggieri, 1953
- Occultocythereis makhulaensis Al-sheikhly, 1982 †
- Occultocythereis medioventralis Monostori, 1985 †
- Occultocythereis mithali Khosla, 1973 †
- Occultocythereis mutabilis Triebel, 1961
- Occultocythereis namrudia Al-sheikhly, 1982 †
- Occultocythereis peristicta Siddiqui, 1971 †
- Occultocythereis prora Al-Furaih, 1984 †
- Occultocythereis raivermani Bhandari, 1992 †
- Occultocythereis rupelica Monostori, 1982 †
- Occultocythereis scipionis Bonaduce, Ruggieri, Russo & Bismuth, 1992 †
- Occultocythereis spilota Siddiqui, 1971 †
- Occultocythereis strigosa Damotte, 1964 †
- Occultocythereis subspinellosa Khosla, 1973 †
- Occultocythereis turaensis Bhandari, 1992 †
- Occultocythereis undosa (Gooch, 1939) Howe, 1951 †
- Occultocythereis uptonensis (Stephenson, 1944) Howe, 1951 †